# Puduḫepa

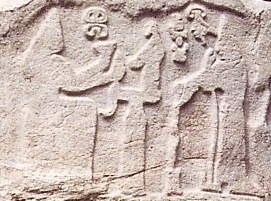
Puduḫepa libiert stehend vor der sitzenden Sonnengöttin, Felsrelief von Fıraktın

Puduḫepa war eine hethitische Großkönigin (Tawananna) des 13. Jahrhunderts v. Chr. und Gattin des Großkönigs Ḫattušili III. Ihre erste Erwähnung stammt von Ḫattušili, der in seiner Apologie über die Heirat mit ihr berichtet. Ihr Vater, Bentipšarri aus Lawazantiya (Elbistan oder Sirkeli Höyük) in Kizzuwatna, war Priester der Ištar/Šaušga von Lawazantiya.
Die Namen Puduḫepas und ihres Vaters sind hurritisch. Puduḫepa bezeichnet sich als Dienerin der hurritischen Göttin Ḫebat, gleichzeitig nennt sie sich aber auch „geliebt von der Sonnengöttin von Arinna“. Daher wird oft davon ausgegangen, dass Puduḫepa in ihrer Jugend im Dienst der Ḫebat stand. Als sie Königin geworden war, habe sie die Gunst der Sonnengöttin von Arinna, die ja nun für sie die wichtigste Göttin war, dadurch gewinnen wollen, dass sie die beiden Gottheiten gleichsetzte, so, als hätte sie schon immer im Dienst der Sonnengöttin von Arinna gestanden. Inwiefern diese Identifikation aber nur Puduḫepa anzurechnen ist oder ob sie auch sonst bestand, ist nicht zu entscheiden. Puduḫepa stiftete auch das neuntägige ḫišuwa-Fest.
Auf dem Rückweg von der Schlacht bei Qadeš (ca. 1274 v. Chr.) gegen die Ägypter, in der Ḫattušili an der Seite seines Bruders Muwatalli II. kämpfte, hielt er sich in Lawazantiya auf und heiratete Puduḫepa, die Tochter eines Priesters der IŠTAR/Šaušga namens Pentipšarri. Nachdem das frisch vermählte Ehepaar in Ḫakmiš angekommen war, der Hauptstadt des nördlichen Teils des Hethiterreichs, das Ḫattušili damals verwaltete, erhob Hattušili sie zur Königin von Ḫakmiš. Wann Puduḫepa nach dem Staatsstreich ihres Gatten gegen Muršili III. (ca. 1266 v. Chr.) Großkönigin wurde und ob vorher eine andere Großkönigin weiterregierte, ist unklar.
Wie stark die Eheschließung durch religiöse oder machtpolitische Motive einerseits, andererseits auch durch echte Zuneigung motiviert war, ist unsicher. Hattušili selbst  gab mehrmals an, Puduḫepa auf göttliches Geheiß hin geehelicht zu haben. So behauptet er etwa in einem Text (KBo VI, 29, 16–21), bei seinem Aufenthalt in Lawazantiya habe ihm die Göttin Ištar aufgefordert, Puduḫepa zu heiraten. Nach Eheschließung scheinen die beiden sehr einträchtig gehandelt zu haben. Auch wenn Puduḫepa viel für das Personal und die Erziehung der Kinder – sowohl ihrer leiblichen als auch der aus einer früheren Ehe Ḫattušils stammenden – tat, so war sie doch nach dem Staatsstreich ihres Gatten eine derjenigen Großköniginnen, die am meisten am politischen Leben beteiligt waren. Es sind viele ihrer Briefe an Staatsoberhäupter und Beamte überliefert, und natürlich auch von diesen an sie. Ramses II. von Ägypten nennt Puduḫepa „seine Schwester“, wie er Ḫattušili als seinen Bruder bezeichnet. Sie führte u. a. die Verhandlung mit Ramses II. bezüglich der Modalitäten um die Heirat einer ihrer Töchter mit Ramses. Es sind auch viele Landschenkungsurkunden und Siegel überliefert, die sowohl den Namen des Königs als auch denjenigen der Königin tragen. Puduḫepa überlebte ihren Gemahl und blieb auch während der Regierungszeit ihres Sohnes, Tudḫaliya IV., Großkönigin, wie dies im Hethiterreich üblich war. Weiterhin siegelte sie gemeinsam mit dem regierenden Herrscher Verträge oder Erlasse. Zur Zeit des Vasallenherrschers Niqmaddu III. von Ugarit (ca. 1225–1215 v. Chr.) war sie noch im Amt, wie ein Brief (RS 17.434+) beweist, in dem sie Niqmaddu rügt, weil er seinen Pflichten nicht nachgekommen war, den hethitischen Hof zu besuchen und ausreichend Geschenke zu senden.
Von Puduḫepa sind auch einige Bittegebete erhalten, z. B. eines, dass sie bei Issiya – wahrscheinlich mit Issos identisch – ausgesprochen hat, in dem sie das Meer bzw. die Götter des Meeres bittet, den Staatsfeind Piyamaradu an die Küste zu spülen (CTH 590).